# Fandub
Fandub là một bản lồng tiếng do người hâm mộ (fan) thực hiện hoặc làm lại từ một tác phẩm hoặc phim hoạt hình (gọi bao quát là fandubbing). Lồng tiếng là việc ghi lại một tác phẩm hoặc phim hoạt hình bằng ngôn ngữ khác với ngôn ngữ gốc. Hầu hết các sản phẩm được dịch từ nhiều ngôn ngữ khác nhau, nhưng fandub chỉ cho các sản phẩm được sản xuất bằng ngôn ngữ bản địa của chính họ. Các cuộc đối thoại của fandub có bản dịch gần với bản gốc hoặc bản dịch khác xa bản gốc, bản dịch khác xa bản gốc như thế có thể thay đổi của câu chuyện của kịch bản gốc, tính cách của các nhân vật chính mà không sát nghĩa. Những lý do hình thành nên fandub là từ việc sản xuất một bộ phim không nhận bản lồng tiếng chính thức. Fandub thường được thực hiện với hoạt hình Nhật Bản, nhưng có thể bao gồm thêm các bộ phim từ những ngôn ngữ khác.
Vì fandub thường sử dụng tài liệu có bản quyền, nên phải đối mặt với các vấn đề bản quyền giống fansub nhưng ở quy mô khác. Để tránh những tình trạng rắc rối, đôi khi fandub được tạo bằng các công cụ lồng tiếng trên web như Duroo, không thay đổi cái gì từ video gốc mà chỉ phát âm thanh được lồng tiếng. Có thể tắt tiếng video gốc khi thực hiện fandub, thêm nhạc nền, các hiệu ứng âm thanh và một nơi yên tĩnh để lồng tiếng, việc làm fandub cũng phải chính xác để lồng tiếng đúng với thời gian hội thoại gốc nói.

## Lịch sử
Dự án fan-dub đầu tiên có thể là từ bản lồng tiếng Anh của anime Laputa II: The Sequel năm 1989. "Sinnlos im Weltraum" ("Senseless in Space"), một bản lồng tiếng Đức của Star Trek: The Next Generation đã được thực hiện từ 1994.
Anime được fandub tiếp nhận rộng rãi, phổ biến nhất là các bản lồng tiếng được đăng trên YouTube.